# Gorska juričica
Gorska juričica (lat. Carduelis flavirostris, u nekoj literaturi i Acanthis flavirostris), vrsta u porodici zeba , obično živi u velikim jatima, kojima se pridružuju i pripadnici njoj srodnih vrsta obične i sjeverne juričice, od kojih se razlikuje samo u nijansama. U prirodnom ambijentu mogu je uočiti samo iskusni promatrači ptica, jer je veoma aktivna, osobito kad je u potrazi za hranom.

## Ostali projekti
|  | Zajednički poslužitelj ima stranicu o temi Gorska juričica |
|  | Wikivrste imaju podatke o taksonu Gorskoj juričici         |